# Ernst Düllberg
Ernst Düllberg (28 de Março de 1913 - 27 de Julho de 1984) era um piloto da Luftwaffe sendo condecorado com a Cruz de Cavaleiro da Cruz de Ferro durante a Segunda Guerra Mundial. Ernst Düllberg obteve 45 vitórias em 650 missões de combate, 36 destas foram na Frente Ocidental e 9 vitórias na Frente Oriental.

## História
Ernst Düllberg serviu no início da Segunda Guerra Mundial no Stabsstaffel da I./JG 3. Em 21 de Julho de 1940, foi transferido para o 8./JG 27. A sua primeira vitória, foi um bombardeiro Blenheim da RAF, em 1 de Agosto.
Em 5 de Agosto de 1940, Düllberg foi designado Staffelkapitän do 5./JG 27. No final de 1940, eel obteve um total de 5 vitórias na Inglaterra durante a Batalha da Inglaterra. A II./JG 27 foi enviada para a Rússia, onde Düllberg logo abateu um Bombardeiro Russo SB-3 antes da unidade ser deslocada para o Norte da África.
Em 22 de Novembro de 1941, Düllberg foi ferido num combate aéreo com aviões Britânicos  mas conseguiu voltar para a unidade em Ain-el-Gazala onde fez uma campanha de sucesso com o seu avião (Bf 109F-4 trop W.Nr. 8466). Aparentemente foi vitima do ás Australiano Alan Rawlinson (8 vitórias, 2 prováveis e 8 danificados) do 3 Esquadrão do RAAF. Em Fevereiro de 1942, Düllberg retornou para o combate servindo com o 5./JG 27.
Em 26 de Maio, foi transferido para o Geschwaderstab do JG 27. Em 11 de Outubro de 1942, Düllberg foi designado Gruppenkommandeur de III./JG 27. As suas vitórias chegaram a um total de 18 no final de 1942. no final de 1943, ele havia aumentado as suas vitórias para 28. Na primavera de 1944, III./JG 27 foi deslocado para a Alemanha em batalhas de Defesa do Reich (Reichsverteidigung). Düllberg foi condecorado com a Cruz de Cavaleiro da Cruz de Ferro (Ritterkreuz) em 27 de Julho de 1944 pelas suas 35 vitórias.
Em 7 de Outubro se tornou Major Düllberg e foi apontado Kommodore do Jagdgeschwader 76. Ele liderou a unidade para a Hungria onde ele deixou todas as unidades do sudoeste ao seu comando: II./JG 51, II./JG 52 e III./JG 53 em auxilio as unidades Hungaras. Düllberg fez as suas últimas vitórias, todos aviões russos, durante este período. Em fevereiro de 1945, Düllberg esteve presente na conversão para os jatos Me-262 com o III./EJG 2. Em Março, ele entrou para o II./JG 7, onde liderou unidades em terra desta unidade. Düllberg faleceu em 27 de Julho de 1984 em Essen.
À Ernst Düllberg foram creditadas 45 vitórias em 650 missões. Ele obteve 9 vitórias na Frente Ocidental. Estão incluídas nas suas vitórias 10 bombardeiros pesados quadrimotores.

## Condecorações
- Cruz de Ferro (1939) 2ª e 1ª Classe
- Cruz Germânica em Ouro (16 de Janeiro de 1944)
- Cruz de Cavaleiro da Cruz de Ferro (27 de Julho de 1944)[1]